# Derry & Toms

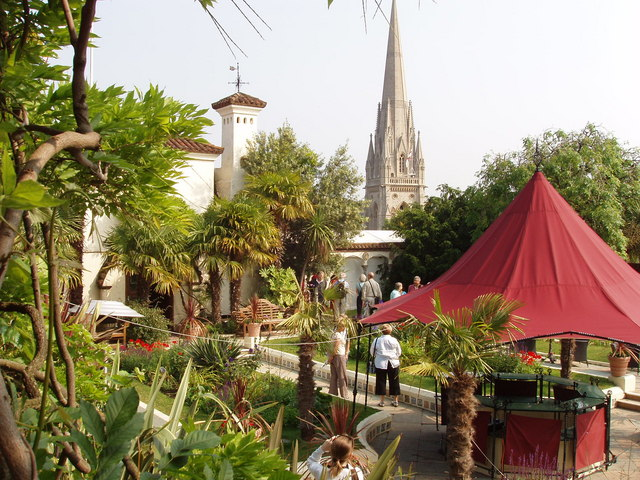
The Roof Gardens, Kensington High Street

Derry & Toms was een Londens warenhuis dat in 1853 werd opgericht in Kensington High Street en beroemd was om zijn Roof Garden die in 1938 werd geopend. In 1973 werd de winkel gesloten en werd het de thuisbasis van Big Biba, die in 1975 sloot. De site werd ontwikkeld tot kleinere winkels en kantoren.

## Geschiedenis
In 1853 opende Joseph Toms een kleine textielwinkel in Kensington High Street. In 1862 bundelde Joseph Toms de krachten met zijn zwager, Charles Derry, om Derry & Toms op te richten. In 1870 was het bedrijf uitgegroeid tot zeven van de omliggende winkels, waarbij een van de gebouwen werd gebruikt als rouwafdeling. Het bedrijf ging er prat op de leverancier van goederen aan de hogere klasse van Kensington te zijn.
In 1920 werd Derry & Toms gekocht door het ernaast gelegen warenhuis John Barker & Co. Dit bedrijf was al eigenaar van warenhuis Pontings, dat aan de andere kant grensde aan Derry & Toms. In 1919 maakte Derry & Toms gebruik van de diensten van affichekunstenaar F Gregory Brown om reclame te maken. Zijn advertentie The Daintiest of Legwear bij Derry & Toms werd in 2007 verkocht voor £6.240 bij veilinghuis Bonhams.
In 1930 werd begonnen met de bouw van het zeven verdiepingen tellende gebouw aan Kensington High Street. Het nieuwe warenhuis werd in 1933 geopend. Het gebouw is ontworpen door Bernard George in een destijds populaire art-decostijl, en bevatte metaalwerk van Walter Gilbert en paneelreliëfs, getiteld Labor & Technology, door Charles Henry Mabey Jr.
Het gebouw is het meest bekend om zijn daktuinen, die in 1838 openden en bestaan anno 2022 nog steeds. De tuin is ontworpen door landschapsarchitect Ralph Hancock nadat de algemeen directeur van Barkers, Trevor Bowen, het Rockefeller Center in New York bezocht. Het hoofdrestaurant, gelegen op de vijfde verdieping, heette "The Rainbow Room" en werd een locatie voor duizenden "Dinner & Dances" (banketten), zowel voor particuliere bedrijven als voor overheidsdiensten. In 1957 werd John Barker & Co gekocht door House of Fraser, waardoor Derry & Toms onder hun hoede kwamen.
De winkel werd in 1971 verkocht aan Biba. Derry & Toms bleef actief tot 1973, totdat het uiteindelijk werd gesloten. Het werd in 1974 vervangen door modewinkel Big Biba, dat zelf in 1975 sloot. Ontwikkelaar British Land ontwikkelde het gebouw tot kantoren en winkels. De locatie wordt nu gebruikt door Marks & Spencer, H&M en Gap, en als kantoren voor Sony Music UK en Warner Music Group. In 2012 opende de Amerikaanse luxe fitnessketen Equinox haar eerste vestiging in het Verenigd Koninkrijk op de vijfde verdieping. Sinds 1978 is de daktuin geklasseerd als Grade II, en sinds 1981 is het gebouw een Grade II* monumentaal pand.
De naam van een van de oprichters van de voormalige winkel is bewaard gebleven in de aangrenzende Derry Street.